# Селятино (деревня, Московская область)
Селятино — деревня в Наро-Фоминском районе Московской области, в составе городского поселения Калининец. Население — 98 чел. (2010), в деревне числятся 7 улиц, 3 тупика, 1 переулок и 5 садовых товариществ. До 2006 года Селятино входило в состав Петровского сельского округа.
Деревня расположена в северо-восточной части района, примерно в 17 км от Наро-Фоминска, у истока впадающего в Десну правого притока Люша, высота центра над уровнем моря 190 м. У юго-восточной окраины деревни находится железнодорожная станция Селятино, за ней — пгт Селятино. Другие ближайшие населённые пункты — на северо-востоке, почти вплотную, микрорайоны пгт Калининец и в 2 км на юго-запад — деревня Зверево Троицкого административного округа города Москвы.

## Население
| 2002 | 2006 | 2010 |
| ---- | ---- | ---- |
| 79   | ↘77  | ↗98  |